# Národní komise pro teroristické útoky na Spojené státy

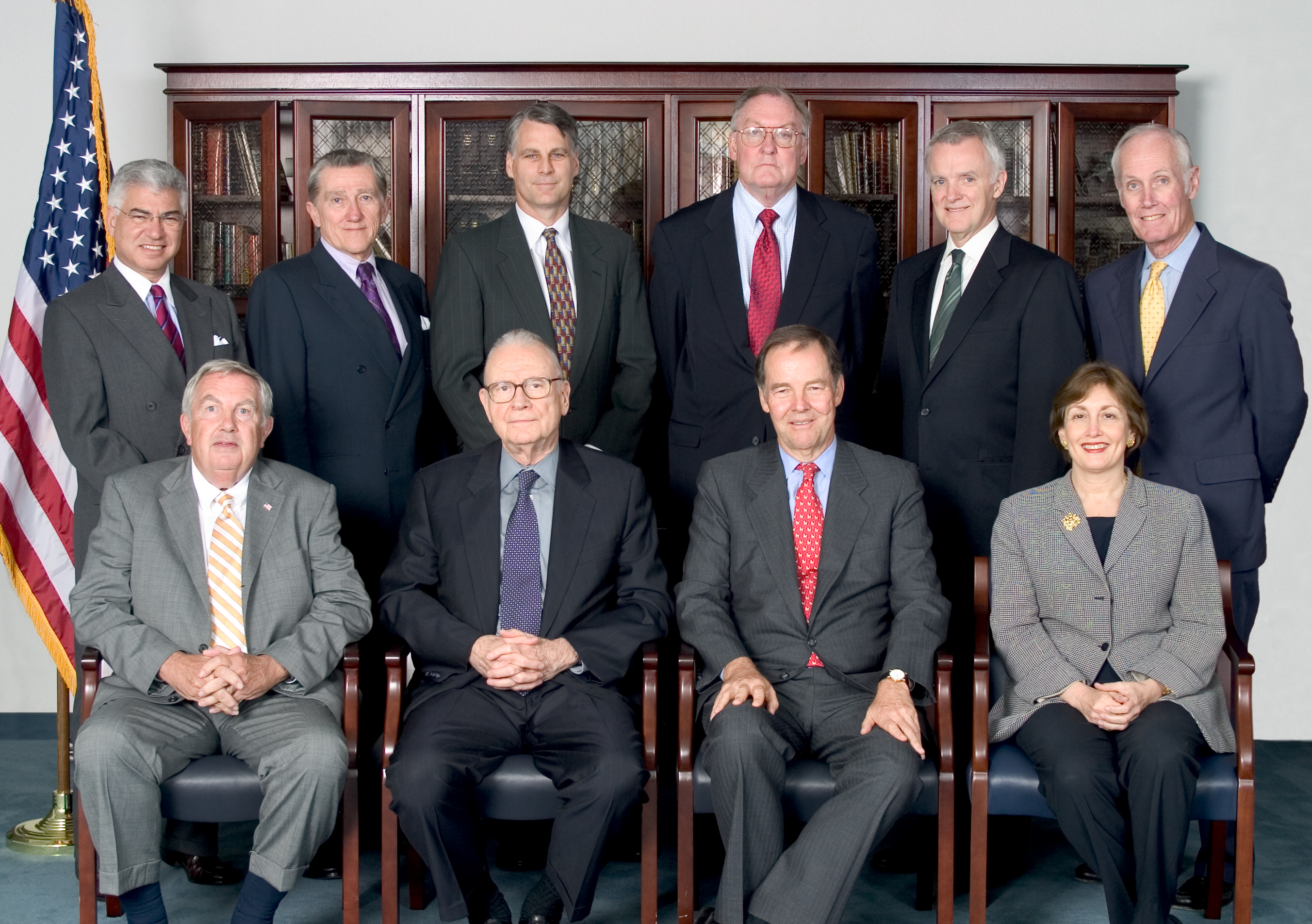
Vyšetřovací komise

Národní komise pro teroristické útoky na Spojené státy byla oficiální komise zřízená americkou vládou za účelem vyšetření příčin teroristických útoku z 11. září 2001.
Vyšetřovací komise se za tímto účelem poprvé sešla 26. listopadu 2002 (441 dnů po útocích). Vyslechla stovky svědků a desítky jejích expertů v průběhu dalších měsíců zpracovaly zprávu. Tu komise vydala 22. července 2004 a tím účel, pro který vznikla, pominul.

## Lidé ve vyšetřovací komisi
Prvotní návrhy na toho, kdo by měl komisi vést, zahrnovaly jména jako Dick Cheney nebo Henry Kissinger, nakonec ale volba spadla na Philipa Zelikowa.

### Štáb
- Philip D. Zelikow (výkonný ředitel)
- Chris Kojm (zástupce výkonného ředitele)
- Daniel Marcus (generální právní zástupce)

a desítky dalších

### Členové
- Thomas H. Kean (předseda)
- Lee H. Hamilton (místopředseda)
- Richard Ben-Veniste
- Fred F. Fielding
- Jamie S. Gorelick
- Slade Gorton
- Bob Kerrey
- John F. Lehman
- Timothy J. Roemer
- James R. Thompson

## Práce komise
Vyšetřovací komise vyslechla přes 1200 lidí z 10 zemí, prostudovala půl milionu různých dokumentů, včetně tajných; spolupracovala s vyšetřovanými případy FBI a PENTTBOM, a vedla několik veřejných slyšení, v nichž vypovídali různí svědkové včetně některých členů tehdejší administrativy a armády.